# Songpa-gu
Songpa-gu es un distrito de Seúl, Corea del Sur. Songpa está ubicada en la parte sureste de Seúl, capital de Corea, Songpa es un distrito con la mayor población. Fue seleccionado como capital de un reino hace 2000 años, y es ahora el hogar de 647.000 residentes. Songpa se conoce generalmente como una parte de la Gran Área de Gangnam, junto con el Gangnam-gu y Seocho-gu.

Songpa estaba en el centro de los Juegos Olímpicos de Seúl de 1988, y la mayoría de las instalaciones deportivas relacionadas con ese evento se encuentra dentro del distrito.

## Divisiones administrativas
| Barrio          | Hangul   | Hanja  | Mapa |
| Bangi 1-dong    | 방이1동  | 風納洞 |      |
| Bangi 2-dong    | 방이2동  | 風納洞 |      |
| Garakbon-dong   | 가락본동 | 可樂洞 |      |
| Garak 1-dong    | 가락1동  | 可樂洞 |      |
| Garak 2-dong    | 가락2동  | 可樂洞 |      |
| Geoyeo 1-dong   | 거여1동  | 巨餘   |      |
| Geoyeo 2-dong   | 거여2동  | 巨餘   |      |
| Jamsilbon-dong  | 잠실본동 | 蠶室洞 |      |
| Jamsil 2-dong   | 잠실2동  | 蠶室洞 |      |
| Jamsil 3-dong   | 잠실3동  | 蠶室洞 |      |
| Jamsil 4-dong   | 잠실4동  | 蠶室洞 |      |
| Jamsil 6-dong   | 잠실6동  | 蠶室洞 |      |
| Jamsil 7-dong   | 잠실7동  | 蠶室洞 |      |
| Jangji-dong     | 장지동   | 長旨洞 |      |
| Macheon 1-dong  | 마천1동  | 馬川洞 |      |
| Macheon 2-dong  | 마천2동  | 馬川洞 |      |
| Munjeong 1-dong | 문정1동  | 文井洞 |      |
| Munjeong 2-dong | 문정2동  | 文井洞 |      |
| Ogeum-dong      | 오금동   | 梧琴洞 |      |
| Oryun-dong      | 오륜동   | 五輪洞 |      |
| Pungnap 1-dong  | 풍납1동  | 風納洞 |      |
| Pungnap 2-dong  | 풍납2동  | 風納洞 |      |
| Samjeon-dong    | 삼전동   | 三田洞 |      |
| Seokchon-dong   | 석촌동   | 石村洞 |      |
| Songpa 1-dong   | 송파1동  | 松坡洞 |      |
| Songpa 2-dong   | 송파2동  | 松坡洞 |      |